# Жак Превер
Жак Превѐр (на френски: Jacques Prévert) е френски поет, сценарист и автор на текстове на песни.
Издал няколко стихосбирки, сред които „Слова“ („Paroles“, 1946), той придобива популярност със своя фамилиарен език и с игрите на думи. Стиховете му стават известни във френскоезичния свят и са силно застъпени в програмата на френските училища. Превер пише също скечове за театъра, песни, сценарии и диалози за киното, където се превръща в една от водещите фигури на поетичния реализъм.

## Творчески път
Първоначално свързан със сюрреализма, по-късно стиховете му са най-често свързани с теми от ежедневния живот в Париж в средата на 20 век. От 1928 по 1972 година са направени 175 записа на вокални изпълнения на негови стихове. Множество звезди на естрадата имат в своя репертоар песни с думи на Превер – Катрин Соваж, Ив Монтан, Жулиет Греко, Марлене Дитрих, Симон Синьоре, Тино Роси, Серж Генсбур.
Превер е автор на сценариите на няколко филма, повечето от тях на режисьора Марсел Карне. Сред тях е „Децата на рая“ („Les Enfants du paradis“, 1945), за който е номиниран за награда „Оскар“ за най-добър оригинален сценарий.

## Избрана филмография
- „Престъплението на мосю Ланж“ (1935)
- „Забавна драма“ (1937)
- „Кеят на мъглите“ (1938)
- „Les Disparus de Saint-Agil“ (1938)
- „Денят се ражда“ (1939)
- „Вечерни посетители“ (1942)
- „Децата на рая“ (1945)
- „Les Portes de la nuit“ (1945)
- „La Bergere et le ramoneur“ (1953; анимационен)
- „Grand Jean et Petit Jean“ (по Ханс Кристиан Андерсен; игрално-анимационен)